# Bart De Nolf
Bart De Nolf (* 7. Januar 1965 in Brügge) ist ein belgischer Jazzmusiker (Kontrabass, E-Bass).

## Leben und Wirken
De Nolf begann mit 14 Jahren Bass zu spielen. John Clayton und Hein van de Geyn führten ihn auf den Summercamps der Halewyn-Stiftung ab 1981 in den Jazz ein. Er absolvierte am Koninklijk Conservatorium Gent bei Frank Coppieters ein klassisches Instrumentalstudium, in dem er 1986 und 1987 ausgezeichnet wurde.
Als Mitglied des BRT Jazz Orkest begleitete De Nolf Solisten wie Horace Parlan, Jerome Richardson, Kenny Wheeler, Palle Mikkelborg, Von Freeman oder Mal Waldron. Weiterhin arbeitete er mit den Bands von Fats Sadi sowie Jacques Pelzer (Never Let Me Go), aber auch mit Vaya Con Dios und Salvatore Adamo. Langjährig gehörte er zu dem Sextet Andaloucia von Jean-Marie Machado. Seit 1997 war er Mitglied im Quartett von Toots Thielemans, mit dem er in Europa, Südamerika und Asien auftrat. Mit Andy Sheppard und Dré Pallemaerts bildete er ein kollaboratives Trio, bevor er 2010 ein eigenes Trio bildete. 
Weiterhin spielte De Nolf mit Musikern wie Barney Wilen, Michel Legrand, Lew Tabackin, Lee Konitz, Gary Smulyan, Dick Oatts, Eddie Daniels oder Judy Niemack. Mit Peter Erskine gehörte er zum Frank Deruytter Quartet, mit dem zwei CDs entstanden. Seit 2018 ist er Mitglied des Brussels Jazz Orchestra. Er ist auch auf Alben von Claudine Simon, Mimi Verderame und Gino Lattuca zu hören.
Seit 1993 unterrichtet De Nolf am Koninklijk Conservatorium Brussel. Er gehörte auch zum Lehrkörper der Taipei International Summer Jazz Academy in Taiwan.